# Lillian Chalmers
Lillian Florence Elizabeth Chalmers, später Leonard Chalmers (* 5. Dezember 1911 in Portsmouth; † 24. Februar 1990 in Hillingdon) war eine britische Sprinterin.
1934 gewann sie für England bei den British Empire Games in London Bronze über 100 Yards.
Bei den Leichtathletik-Europameisterschaften 1938 in Wien wurde sie Sechste über 200 m.
1937 und 1939 wurde sie Englische Meisterin über 200 m, 1939 über 400 m.

## Persönliche Bestzeiten
- 100 Yards: 11,4 s, 4. August 1934, London
- 100 m: 12,1 s, 7. August 1937, London
- 200 m: 24,9 s, 7. August 1937, London
- 400 m: 59,5 s, 1939